# عباس حاج‌کناری
عباس حاج‌کناری (زادۀ ۱ فروردین ۱۳۵۳ در فریدون‌کنار) کشتی‌گیر پیشین ایرانی در دسته‌های ۶۳ و ۶۲ کیلوگرم کشتی آزاد است. او قهرمان مسابقات قهرمانی کشتی جهان در سال ۱۹۹۷ و نایب‌قهرمان این مسابقات در سال ۱۹۹۸ و قهرمان مسابقات قهرمانی کشتی آسیا در ۱۹۹۷ است.
حاج‌کناری در قهرمانی جهان ۱۹۹۷ کراسنویارسک، محمد عزیزف روس را در کشور میزبان با شکست سنگین ۸–۱ مغلوب کرد و در فینال نیز کری کولات آمریکایی را شکست داد و قهرمان جهان شد. در همان سال حاج‌کناری در قهرمانی آسیا ۱۹۹۷ نیز در فینال باک جین-گوک کره‌ای را که بعدها برنده مدال طلای چندین دورهٔ قهرمانی آسیا و بازی‌های آسیایی شد را شکست داد و قهرمان شد.وی هم اکنون سرمربی تیم ملی کشتی آزاد تاجیکستان است.